# Thirst (film, 2009)
Thirst är en sydkoreansk dramafilm från 2009, regisserad av Park Chan-wook.
Filmens berättelse är baserad på romanen Thérèse Raquin, men med omfattande skillnader. Filmen handlar om en präst som blir vampyr på grund av ett misslyckat medicinskt experiment. Han brottas med sin tro och blir kär i frun till sin barndomsvän.
Filmen hade premiär vid filmfestivalen i Cannes 2009, där den deltog i tävlan om Guldpalmen. Den vann Jurypriset.

## Rollista
| Song Kang-ho | – Sang-hyun |
| Kim Ok-vin   | – Tae-ju    |